# 1297 Quadea
Az 1297 Quadea (ideiglenes jelöléssel 1934 AD) a Naprendszer kisbolygóövében található aszteroida. Karl Wilhelm Reinmuth fedezte fel 1934. január 7-én, Heidelbergben.